# 赫里什基夫齊
49°56′8″N 28°36′6″E / 49.93556°N 28.60167°E
赫里什基夫齐（羅馬化：Hryshkivtsi；又譯霍雷什基夫齐）是烏克蘭北部日托米爾州別爾季切夫區赫里什基夫齐市镇内的鎮及其行政中心。始建於1775年，面積6平方公里，海拔高度261米，2024年人口4,500，人口密度每平方公里714人。